# Henry Browne Blackwell

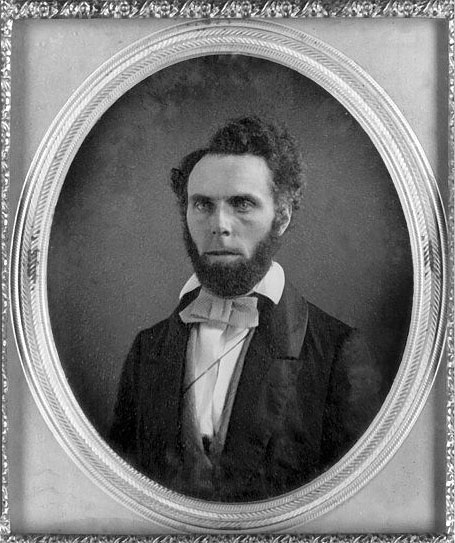
Blackwell als junger Erwachsener

Henry Browne Blackwell oder gelegentlich Henry Brown Blackwell (geb. 4. Mai 1825 in Bristol, England, Vereinigtes Königreich; gest. 7. September 1909 in Dorchester, Massachusetts, Vereinigte Staaten) war ein US-amerikanischer Anwalt für das Frauenwahlrecht und für gesellschaftliche und wirtschaftliche Reformen. Er war ein Mitbegründer der Republikanischen Partei und der American Woman Suffrage Association. Er gab ab 1870 zusammen mit seiner Frau Lucy Stone das Woman’s Journal in Boston heraus.

## Frühes Leben
Henry Blackwell wurde am 4. Mai 1825 in Bristol, Gloucestershire, England geboren, als das siebente von neun Kindern von Samuel Blackwell und Hannah Lane Blackwell. 1832 emigrierte die Familie – mit acht Kindern und der Tante Mary – in die Vereinigten Staaten. Sie siedelte sich zuerst in New York an, wo Blackwells Vater eine Zuckerraffinerie einrichtete und das neunte Kind geboren wurde. Dann zog sie nach Jersey City, knapp außerhalb von New York.
Blackwells Vater interessierte sich für den gerade aufkommenden Abolitionismus. William Lloyd Garrison und andere Führer der Bewegung waren Gäste im Haus der Familie. Blackwells älteste Schwester Anna beteiligte sich an der gerade entstehenden Frauenrechtsbewegung, indem sie 1837 an der „Anti-Slavery Convention of American Women“ teilnahm und einen Brief an John Quincy Adams entwarf, in dem sie ihm dafür dankte, dass er sie bei der Petition für die Frauenrechte unterstützt hatte.
Nachdem Feuer die Raffinerie zerstört hatte und die Panik von 1837 die verbleibenden Vorräte aufgezehrt hatte, zog die Familie 1838 nach Cincinnati, wo der Vater eine neue Raffinerie einrichten wollte. Aber nur wenige Monate nach ihrer Ankunft starb er und hinterließ eine mittellose Familie. Blackwells Mutter, die Tante und drei ältere Schwestern eröffneten eine Schule in ihrem Haus, während der 13 Jahre alte Henry und sein Bruder Sam Schreiberdienste übernahmen. 1840 wurde Blackwell auf das Kemper College in St. Louis geschickt, wo er sich zum Rechtsanwalt ausbilden lassen sollte. Aber finanzielle Probleme zwangen ihn, nach Hause zurückzukehren und wieder Angestellter zu werden. Um 1845 herum wurde er der Partner in einem Mehlmühlen-Geschäft, bei dem er die Arbeitsvorgänge dreier Mühlen managte. Innerhalb eines Jahres machte er genug Gewinn, um ein kleines Ziegelhaus im Walnut-Hill-Viertel von Cincinnati kaufen zu können. Dies blieb das Heim der Blackwell Familie, bis sie 1856 nach Osten umzogen.
Auf der Suche nach einem Geschäft, in dem er finanzielle Unabhängigkeit erreichen konnte, versuchte es Blackwell seinerseits mit der Raffination von Zucker. Als dies schief ging, überredete ihn ein Cousin, einen Kredit aufzunehmen, mit dem er und sein Bruder Sam sich zur Hälfte an einem Gerätegroßhandel beteiligen konnten. 1850, im Alter von 24 Jahren, wurde Blackwell der reisende Partner der Firma „Coombs, Ryland und Blackwells“, der halbjährlich zwei Monate dauernde Reisen auf dem Pferderücken durch Ohio, Indiana und Illinois machte, um Geräte an die ländlichen Kaufleute zu verkaufen und Zahlungen für die Firma einzutreiben.
Alle Blackwellsprößlinge waren durchdrungen von der Philosophie der eigenen Selbstverbesserung und der Arbeit zur Verbesserung der Menschheit. Zugleich hatten sie ein tiefes Interesse an Literatur, Sprachen, Musik und Kunst. Da er eine besondere Leidenschaft für Literatur hatte, schrieb Henry Blackwell in seiner Freizeit Gedichte und trug immer mehrere Bücher mit sich herum, um jede Pause nützlich und selbstverbessernd zu verbringen. Er war ein Gründungsmitglied des Literarischen Clubs von Cincinnati, dessen Mitglieder über Bücher diskutierten und Tagesangelegenheiten besprachen. Er machte zusammen mit seinem Vereinskollegen Ainsworth R. Spofford Geschäftsreisen, während denen sie sich das langweilige und langsame Vorankommen dadurch vertrieben, dass sie sich die Werke von Bacon, Shakespeare, Aristoteles und Plato vorlasen. Durch diesen Club, zu dessen frühen Mitgliedern nicht nur Spofford gehörte, der später Chefbibliothekar der „Library of Congress“ wurde, sondern auch Rutherford B. Hayes und Salmon P. Chase, schloss Blackwell dauernde Freundschaften mit Männern, die später herausgehobene Positionen in der Geschichte von Ohio und der Nation erreichten.

## Blackwells Geschwister
- Henry Blackwells älteste Schwester, Anna Blackwell (1816–1900), wurde eine Dichterin, Übersetzerin und Journalistin. Sie war 1845 ein Mitglied der „Brook Farm community“, ließ sich danach aber in Frankreich nieder, wo sie Werke des französischen Sozialisten Fourier und die Romane von George Sand übersetzte. Sie war auch eine schreibende Korrespondentin für mehrere Zeitungen in den Vereinigten Staaten, Indien, Australien, Südafrika und Kanada.[8]

- Marian Blackwell (1818–1897) gab in ihren jüngeren Jahren Schulunterricht, wurde aber Halbinvalidin und lebte zusammen mit anderen Familienmitgliedern, um die sie sich kümmerte.

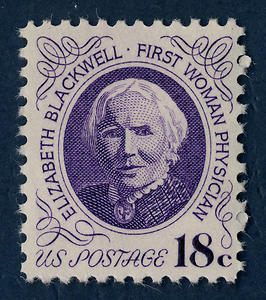
Elizabeth-Blackwell-Briefmarke, 1974

- Die bekannteste Schwester Blackwells war Elizabeth Blackwell (1821–1910), die erste Frau, die einen medizinischen Abschluss in den Vereinigten Staaten machte. 1853 gründete sie das „New York Dispensary for Poor Women and Children“, und 1857 richtete sie zusammen mit Schwester Emily und Marie Zakrzewska das „New York Infirmary for Indigent Women and Children“ ein.

- Samuel Charles Blackwell (1823–1901), nur eineinhalb Jahre älter als Henry, war Buchhalter und Geschäftsmann, am besten bekannt als der Ehemann von Antoinette Blackwell, der ersten Frau, die in den Vereinigten Staaten Pastorin wurde und eine bekannte Rednerin und Suffragistin war.

Henry hatte vier jüngere Geschwister:
- Emily Blackwell(1826–1910), war die dritte Frau der Vereinigten Staaten, die ein Arztexamen absolvierte. Zusätzlich zur Mitbegründung der New Yorker Klinik half sie bei der Organisation der „Women’s Central Association of Relief“, die Krankenschwestern für den Dienst im Bürgerkrieg auswählte und ausbildete.
- Sarah Ellen Blackwell (1828–1901) war eine Künstlerin und Autorin, die bekannt wurde, weil sie die erste vollständige Biographie von Anna Carroll schrieb.
- (John) Howard Blackwell (1831–1866) kehrte nach England zurück und arbeitete bei einem Cousin in der Eisenherstellung, schloss sich dann der Ostindien-Kompanie an. Sein Tod im Alter von 36 Jahren war ein Schlag für die ganze Familie.
- George Washington Blackwell (1832–1912), der einzige Blackwell, der in den Vereinigten Staaten geboren war, wurde in den 1850er Jahren ein Landagent unter der Obhut von Henry, studierte Jura in New York City und übernahm Henry Blackwells Immobiliengeschäft in den späten 1860er Jahren.

## Heirat mit Lucy Stone und Protest gegen Ehegesetze

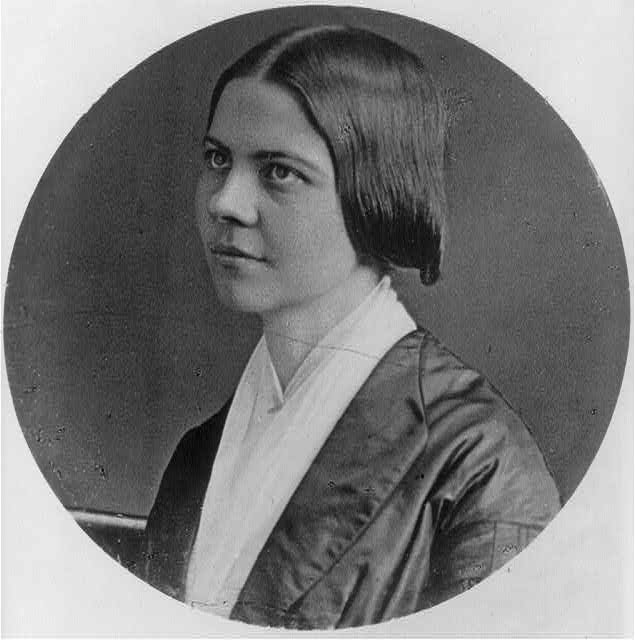
Lucy Stone als junge Frau, Jahr unbekannt

Blackwell verliebte sich in Lucy Stone, als er sie im Mai 1853 auf einer Antisklaverei-Versammlung in New York reden hörte, wobei sie ihre Zuhörerschaft mit einer Rede zu Tränen rührte, die als „Flüchtlingsmutter-Rede“ bekannt wurde. Sie akzeptierte ihn als Freund, wollte ihn aber nicht als Verehrer haben, denn sie glaubte, eine Heirat würde sie dazu verpflichten, die Kontrolle über sich selbst abzugeben und sie somit darin hindern, ihre gewählte Lebensaufgabe weiter zu verfolgen. Blackwell, der persönlich ja nicht zurückgewiesen worden war, blieb entschlossen, Stone zu überzeugen, dass eine Ehe mit ihm weder die Opferung ihrer Individualität noch ihrer Karriere bedeuten würde.
Nach vielen Monaten der Werbung und dem Beweis, dass er für sie sehr nützlich sein konnte – er organisierte für sie eine Vortrags-Tour im Westen und Mittleren Westen der Vereinigten Staaten – einigten sie sich über alle Punkte ihrer Lebenspartnerschaft. Zusätzlich zur finanziellen Unabhängigkeit voneinander garantierten sich beide, dass jeder seine persönliche Unabhängigkeit und Autonomie behalten sollte:
“Neither partner shall attempt to fix the residence, employment, or habits of the other, nor shall either partner feel bound to live together any longer than is agreeable to both.”
(deutsch: „Weder darf ein Parner, den Aufenthaltsort, die Beschäftigung oder die Gewohnheiten des anderen zu bestimmen versuchen noch soll sich kein Partner verpflichtet fühlen, mit dem anderen länger zusammenzuleben als es beiden akzeptabel erscheint.“)
Und Blackwell stimmte mit Stone auch überein, dass diese wählen würde, wann, wo und wie oft sie Mutter werden wollte. Und er schlug als Teil ihrer Hochzeitszeremonie vor, dass er auf alle gesetzlichen Privilegien als Ehemann verzichten und niemals auf sie je zurückgreifen würde.
Die Hochzeit fand am 1. Mai 1855 im Heim Lucy Stones in West Brookfield (heute Stadtteil von Boston) statt, Thomas Wentworth Higginson, der enge Freund und Mitarbeiter von Lucy traute sie.
Während der Zeremonie las Blackwell den Protest vor, den beide unterzeichnet hatten.
While acknowledging our mutual affection by publicly assuming the relationship of husband and wife, yet in justice to ourselves and a great principle, we deem it our duty to declare that this act on our part implies no sanction of or promise of voluntary obedience to such of the present laws of marriage as refuse to recognize the wife as an independent, rational being, while they confer upon the husband an injurious and unnatural superiority, investing him with legal powers which no honorable man should possess. We protest especially against the laws which give the husband:
1. The custody of the wife’s person.
2. The exclusive control and guardianship of their children.
3. The sole ownership of her personal and use of her real estate, unless previously settled upon her or placed in the hands of trustees, as in the case of minors, idiots, and lunatics.
4. The absolute right to the product of her industry.
5. Also against laws which give to the widower so much larger and more permanent interest in the property of the deceased wife than they give to the widow in that of the deceased husband.
6. Finally, against the whole system by which the legal existence of the wife is suspended during marriage, so that, in most States, she neither has a legal part in the choice of her residence, nor can she make a will, nor sue or be sued in her own name, nor inherit property.
We believe that personal independence and equal human rights can never be forfeited except for crime; that marriage should be an equal and permanent partnership and so recognized by law; that until it is so recognized, married partners should provide against the radical injustice of present laws by every means in their power.
We believe that where domestic difficulties arise, no appeal should be made to legal tribunals under existing laws, but that all difficulties should be submitted to the equitable adjustment of arbitrators mutually chosen.
Thus, reverencing law, we enter our protest against rules and customs which are unworthy of the name since they violate justice, the essence of law.
(deutsch:
Während wir unsere gegenseitige Zuneigung bezeugen, indem wir öffentlich die Verbindung als Ehemann und Ehefrau eingehen, halten wir es für unsere Pflicht, da wir es uns selbst und unseren Prinzipien gegenüber schuldig sind, zu erklären, dass dieser Bund von unserer Seite aus keine Sanktionsmöglichkeiten oder das Versprechen eines freiwilligen Gehorsams enthält, wie es die gegenwärtigen Heiratsgesetze verlangen. Diese verweigern der Frau den Status eines unabhängigen, vernünftigen Wesens, während sie dem Ehemann die ungerechte und unnatürliche Überlegenheit auferlegen und ihn mit einer gesetzlichen Macht ausstatten, die kein ehrenhafter Mann besitzen sollte. Wir protestieren besonders gegen die Gesetzesartikel, die den Ehemann in folgender Weise begünstigen:
1. Er ist Vormund über die Person der Ehefrau,
2. Er hat die alleinige Kontrolle über die Kinder und ihre Überwachung,
3. Er ist alleiniger Eigentümer ihres persönlichen Besitzes und Nutzer ihrer Immobilien, wenn es nicht zuvor ihr übereignet oder in die Hand von Treuhändern gelegt wurde, wie es im Fall von Minderjährigen, Idioten und Geisteskranken geschieht,
4. Er hat die vollständige Verfügung über die Produkte ihres Fleißes,
5. Durch die Gesetze, die einem Witwer so viel größeren und dauerhafteren Nutzen an dem Besitz der verschiedenen Ehefrau geben als umgekehrt der Witwe aus dem Hinscheiden des Ehemannes erwächst,
6. Schließlich, es ist das ganze System, durch das die legale Existenz der Ehefrau während ihrer Ehe aufgehoben ist. So hat sie, in den meisten Bundesstaaten, weder einen rechtmäßigen Anteil bei der Wahl ihres Aufenthaltsortes noch kann sie einen eigenen Willen festlegen, weiterhin kann sie nicht vor Gericht klagen noch in ihrem Namen verklagt werde oder irgendetwas erben.

Wir glauben, dass persönliche Unabhängigkeit und allgemeine Menschenrechte niemals verloren gehen können, außer durch ein Verbrechen, dass Heirat eine gleiche und unabhängige Partnerschaft sein und in dieser Weise auch vom Gesetz anerkannt sein sollte, dass verheiratete Partner, bis dies so geregelt ist, sich gegen diese grundlegende Ungerechtigkeit der jetzigen Gesetze wehren sollten und zwar mit jedem Mittel, das in ihrer Macht steht.
Wir glauben, dass dort, wo häusliche Schwierigkeiten entstehen, man bei dieser Gesetzeslage nicht vor Gericht ziehen sollte, sondern dass alle Probleme der ausgewogenen Beurteilung von Schiedsrichtern unterbreitet werden sollten, die man einvernehmlich gewählt hat.
Auf diese Weise bringen wir – gesetzeskonform – den Protest zum Ausdruck gegen Regeln und Gewohnheiten, die ihres Namens unwürdig sind, da sie das Wesen des Rechts, die Gerechtigkeit, verletzen.)
Die Nachricht von der Stone-Blackwell-Hochzeit eilte durch das Land, nachdem Higginson eine Ankündigung und eine Kopie ihres Protestes dem Blatt Worcester Spy zugesandt hatte. Während dieser einerseits amüsiertes Lächeln von einigen Kommentatoren auf sich zog, die ihn als Protest gegen die Heirat selbst ansahen, inspirierte er andererseits andere Paare, ähnliche Proteste zu einem Teil ihrer Hochzeitsfeierlichkeiten zu machen.
Am Sonntag, den 14. September 1857 war Blackwell zu Hause bei der Geburt der gemeinsamen Tochter Alice dabei, die mit der Hilfe von Blackwells Schwester Emily zur Welt kam. Zwei Jahre später, während die Familie zeitweise in Chicago lebte, hatte Stone eine Fehlgeburt und sie verloren einen Jungen.

## Geschäfte und Investitionen
Blackwell hatte in seinem Leben viele, recht unterschiedliche Beschäftigungen und beteiligte sich an manchen Unternehmungen. Schon in der Zeit in Cincinnati war er als Händler herumgezogen und hatte Geräte verkauft. Nach dem Umzug vom Januar 1856 in den Osten übernahm er die Position eines Buchverkäufers bei dem Verlag „C. M. Saxton and Company“, entwickelte die Idee, ganze Kollektionen von Büchern für die Schulbüchereien in den Schuldistrikten Illinois’ zu verkaufen. Während der Wirtschaftskrise von 1857 arbeitete er kurzzeitig als Buchhalter für die „Vanderbilt steamship line“. Danach nahm er seinen lukrativen Buchhandel wieder auf, bis im Herbst 1859 sein Chef starb und er auch die Firma A.O. Moore Company verließ.
Während des Land-Booms der 1850er Jahre beteiligte sich die gesamte Blackwell Familie an den Grundstücksspekulationen, zuerst in Illinois und später in Wisconsin, Iowa und Minnesota. Blackwell arbeitete auch als Agent für Geschäftsleute von Cincinnati, von denen er 10 Prozent des registrierten Landes erhielt. Als er im Frühjahr 1855 heiratete, besaß er mehr als 4800 acres Land allein in Wisconsin. Auch Lucy Stone war nach ihrer Heirat eine eifrige Investorin in Land, hielt aber ihre Geschäfte streng getrennt von ihrem Ehemann. Im Herbst 1859 eröffnete Blackwell eine Immobilienagentur, in der er westliches Land für Besitz im Osten verkaufte. Auf diese Weise wurden er und seine Frau Lucy Stone Eigentümer einer Kette von Besitzungen mit Mieteinkünften.
Im Sommer 1864 verkaufte Blackwell eine große Liegenschaft, deren Ertrag ihm erlaubte, alle Schulden zu bezahlen, das Haus der Mutter schuldenfrei zu machen und Besitz auf Martha’s Vineyard zu erwerben. Zusätzliche Grundstücksgeschäfte in den folgenden Jahren und die Einkünfte aus den Besitzungen gaben ihm und Lucy die Möglichkeit, finanziell unabhängig zu sein und sich beispielsweise ganz dem Woman’s Journal widmen zu können.

## Arbeit für das Frauenwahlrecht
In den frühen Jahren von Blackwells Ehe mit Lucy Stone unterstützte er ihre Arbeit, wenn immer seine Geschäftstermine es zuließen. 1855 veranstaltete er mit ihr während des Sommers Vorträge in und um Cincinnati herum, half ihr beim Veranstalten der „National Woman’s Rights Convention“, die im Herbst in Cincinnati stattfand und organisierte eine Winter-Vortragsreihe für sie in Wisconsin, Indiana und Ohio. 1856 hielt er mit ihr Vorträge rund um ihre Sommerresidenz in Viroqua, Wisconsin.
Im Winter 1857, als die Steuerforderung für ihr neu gekauftes Haus in Orange, New Jersey eintraf, weigerte sich Stone auf der Grundlage der alten Formel „No taxation without representation“ zu bezahlen. Nachdem sie sich einer öffentlichen Versteigerung von Haushaltsgegenständen zur Begleichung ihrer Steuer und der anfallenden Gerichtskosten unterziehen hatte müssen, hielten Blackwell und Stone zusammen in Orange Vorträge ab über das Problem „Taxation without Representation“. In diesen Ansprachen des Februars 1858 argumentierte Blackwell das erste Mal in der Weise, dass das Frauenwahlrecht ungeachtet aller Parteiprinzipien oder -ziele sehr sinnvoll sei: Die Zulassung von Frauen zur Wahl, sagte er, würde es den Republikanern erlauben, ihren Einfluss hinsichtlich der Sklavenbefreiung mehr als zu verdoppeln, die Amerikanische Partei würde die Zahl ihrer im Land geborenen Wähler verdoppeln und den Demokraten würden Stimmen aus der Arbeiterschaft zufallen.

### Arbeit in der „Reconstruction Era“

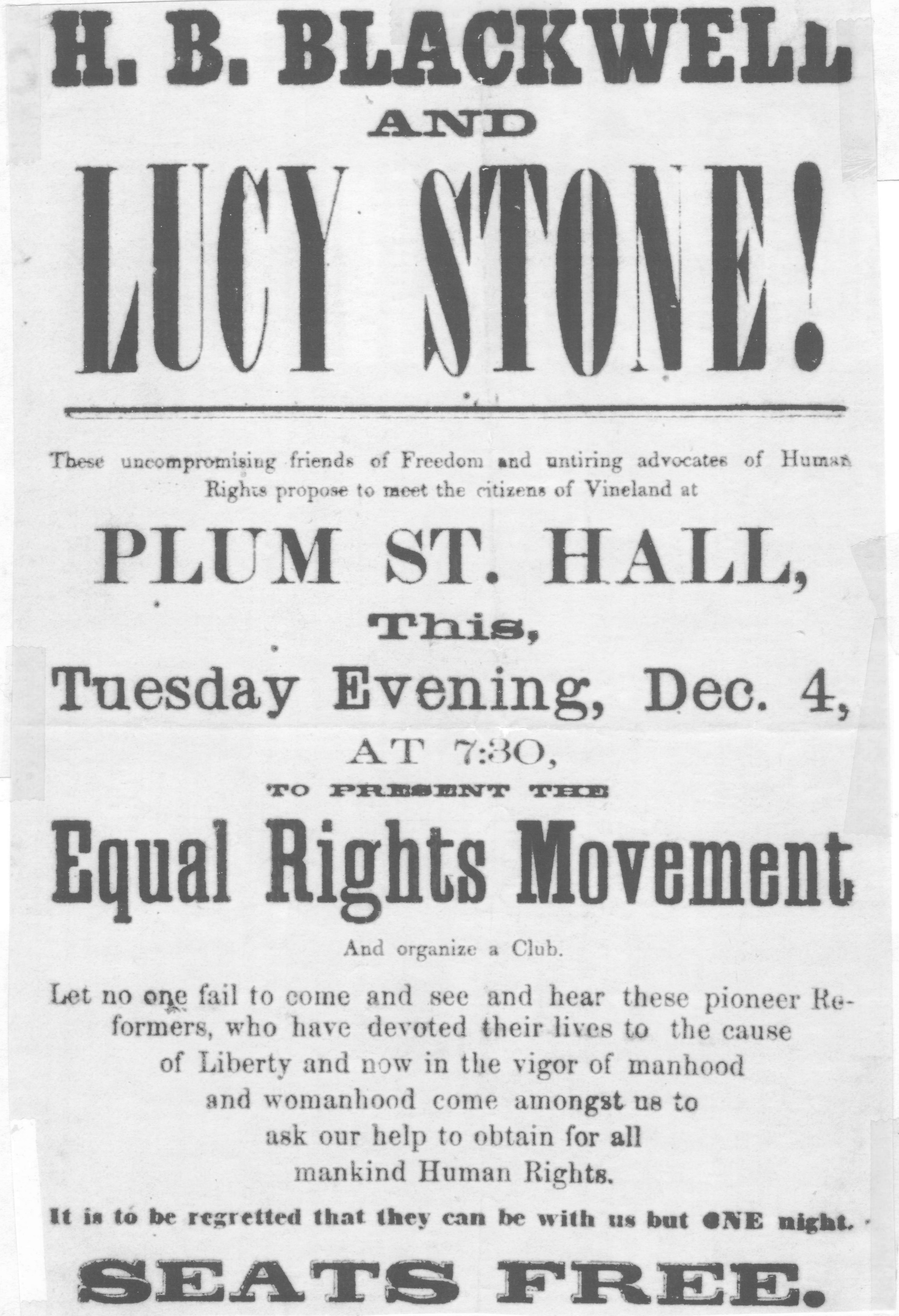
Ankündigung von Blackwell/Stone-Vorträgen in Vineland (New Jersey), 1866

Die „National Woman’s Rights Convention“, die sich 1866 das erste Mal wieder nach dem Bürgerkrieg traf, machte sich durch Wahlentscheid zur American Equal Rights Association (AERA), um für das allgemeine Wahlrecht zu arbeiten, das Wahlrecht für Schwarze und für Frauen. Blackwell war der Schriftführer dieser Gesellschaft während der drei Jahre ihrer Existenz. Im Winter 1866/67 hielten Blackwell und Stone zusammen Vorträge über „Wahlrecht für alle“ und bildeten örtliche „Equal Rights Leagues“ in New York und New Jersey. Sie reisten auch nach Washington D.C., um gegen Charles Sumner zu kämpfen, gegen die Einfügung des Wortes „male“ (männlich) in das vorgeschlagene 14. Amendment, was Bundesstaaten für die Verweigerung des Wahlrechts für Schwarze bestrafen würde aber nicht für die Verweigerung des Frauenwahlrechts. Nachdem bei Politikern des Nordens ohne Erfolg geblieben war, diese Gelegenheit für die Ausdehnung des Frauenwahlrechts zu nutzen, veröffentlichte er einen offenen Brief an die Gesetzgebungsorgane des Südens mit dem Titel „What the South Can Do“. Erneut argumentierte er darin, dass das Wahlrecht für die weißen Frauen des Südens das kombinierte Wahlrecht für schwarze Männer und Frauen ausbalancieren würde.
Im Frühjahr 1867 erreichte die AWSA ein Hilferuf aus Kansas, wo die Wählerschaft sich im Herbst zweier Wahlrechtsreferenden gegenübersah: Eine, in der das Wort „männlich“ aus der Wählerqualifikation gestrichen werden sollte, zusammen mit einer Befragung über die Streichung des Wortes „weiß“.
Blackwell und Stone fuhren im März nach Kansas und begannen mit der Kampagne. Sie zogen zwei Monate durch den Staat, kehrten voller Optimismus in den Osten zurück und sammelten Geld für weitere Redner und Broschüren. Nach ihrer Rückkehr richteten Blackwell und Stone sich auch an das Komitee des Abgeordnetenhauses von Connecticut, um es zu unterstützen, das Wort „männlich“ aus der Beschreibung der Qualifikationen der Wähler zu streichen. Blackwell machte eine zweite Redetour im Herbst in Kansas, während der die Niederlage schon offensichtlich war. Nach seiner Rückkehr richteten er und Stone ihr volle Aufmerksamkeit darauf – im Gegensatz zur AERAs Verlangen nach allgemeinem Wahlrecht – einen Wunsch nach dem Frauenwahlrecht zu schaffen. Nachdem sie quer durch New Jersey eine Serie von Frauenrechtstreffen gehalten hatten, riefen sie eine Staatskonferenz aus zur Schaffung einer „state woman suffrage society“. Das Ziel der „New Jersey Woman Suffrage Association“, die sich im November 1867 mit Lucy Stone als Präsidentin bildete, war es, alle vorhandenen Mittel zu nutzen, um das Frauenwahlrecht zu sichern.
Beim AERA-Kongress im Mai 1868 präsentierte Stone zwei Arten von Petionen an den Kongress, eine für das Frauenwahlrecht im District of Columbia und in den Territorien, die durch ein Gesetz des Kongresses eingerichtet werden konnte, und die zweite für ein separates Frauenwahlrechts-Amendment zur Verfassung der Vereinigten Staaten. Während die Petitionen in den folgenden Monaten im Osten und Westen zirkulierten, fuhren Blackwell und Stone eine Frauenwahlrechtsbewegung separat von der AERA und ihren Hilfsorganisationen zu organisieren. Im November 1868 halfen sie mit, eine New England Woman Suffrage Association zu gründen und im Dezember halfen sie beim Organisieren von staatlichen Vereinen in Rhode Island und New Hampshire. Überzeugt davon, dass die größte Chance der Erlangung eines bundesstaatlichen Amendments zur Verfassung in Massachusetts vorhanden war, begann Blackwell, eine Bewegung einzuführen, die „Liberty Leagues“ im ganzen Staat bilden sollte – örtliche Organisationen von männlichen Suffragisten, die sich verpflichteten nur für Legislatur-Kandidaten zu stimmen, die für das Frauenwahlrecht waren.
Nach der Verabschiedung des 14. Amendments begannen republikanische Kongressmitglieder ein 15. Amendment zu entwerfen, dass ausdrücklich Bundesstaaten daran hindern sollte, den schwarzen Männern das Wahlrecht vorzuenthalten. Erneut reisten Blackwell und Stone nach Washington, um den Einschluss des Frauenwahlrechts zu erreichen, und erneut hatten ihre Anstrengungen keinen Erfolg. In der Zwischenzeit kurbelten Elizabeth Cady Stanton und Susan B. Anthony eine Kampagne an, die gegen jegliches Wahlrechts-Amendment ohne Einschluss des Frauenwahlrechts war – was von vielen als offene Opposition gegen das 15. Amendment gesehen wurde. Uneinigkeit über dieses Amendment herrschte im Maitreffen der AERA. Diese Versammlung wies die Resolutionen, die gegen das 15. Amendment waren, zurück. Und als dann Stanton und Anthony vorschlugen, dass die AERA sich als Frauenwahlrechts-Verband neu organisieren sollte, akzeptierte die Versammlung Stones Vorschlag, dass man bis nach der Ratifizierung des 15. Amendments warten sollte, um nicht den Anschein einer Opposition zu erwecken.
Dennoch begründeten Stanton und Anthony zwei Tage später schon die National Woman Suffrage Association, die sofort als Gegnerin des 15. Amendments betrachtet wurde. Viele Langzeit-Suffragistinnen sahen diese Organisation nicht als national legitimiert an, denn man hatte keinen Hinweis auf deren Gründung gegeben, die Kritikerinnen dadurch ausgeschlossen und es gab noch keine existierende Vertretung von bundesstaatlichen und lokalen Frauenwahlrechts-Vereinen. Die „New England Woman Suffrage Association“ ernannte ein Komitee, Vorsitz Stone, das eine Konferenz einberufen sollte, um einen „wahrhaft nationalen“ Frauenwahlrecht-Verband mit Delegierten aus jedem Bundesstaat zu gründen. Am 24. und 25. Oktober 1869 wurde in Cleveland, Ohio während eines nationalen Treffens die American Woman Suffrage Association gegründet, Blackwell entwarf ihre Satzung und wurde zur Berichterstattenden Schriftführerin gewählt.

### DasWoman’s Journal
Die „New England Woman Suffrage Association“ begründete auch das Woman’s Journal, eine Wochenzeitschrift zum Frauenwahlrecht, die das Organ der Amerikanischen-, Neuengland- und Massachusetts-Frauenwahlrechtsvereine wurde. Henry Blackwell finanzierte die ersten 1000 Dollar von den aufzubringenden 10.000, die zum Erscheinen des Blattes nötig waren. Er war einer der drei Treuhänder, in deren Namen die Aktiengesellschaft errichtet wurde und er war immer der größte Anteilseigner des Blattes. 1872 wurden er und Stone Herausgeber und brachten die Zeitschrift also zusammen heraus, wobei ihnen ab 1881 ihre Tochter Alice Stone Blackwell half. Nach dem Tod von Lucy Stone 1893 machte Blackwell als Herausgeber weiter bis zu seinem Tod im Jahre 1909. Er verlangte nie ein Gehalt für seine Arbeit im Woman’s Journal, die das am längsten existierende Wahlrechtsblatt in der Vereinigten Staaten wurde (1870–1917).

### Kampagnenleiter und Stratege

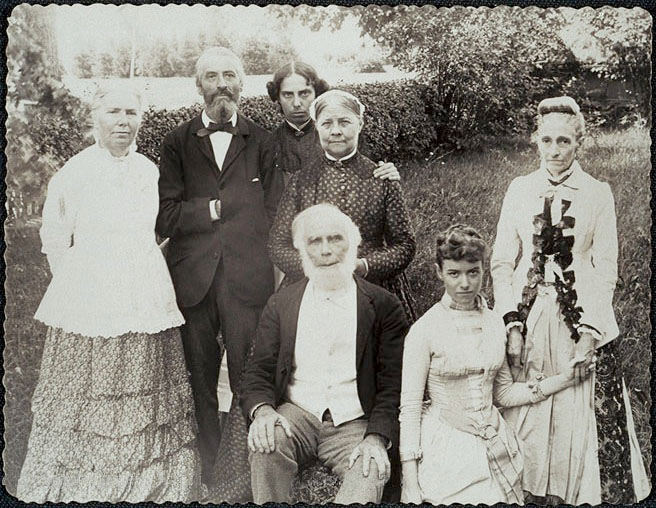
Henry Blackwell im Kreis der Familie und mit Bekannten; in der Mitte sitzend Henry, hinter ihm Lucy (um 1890)

Blackwell war viele Jahre lang ein Vorstandsmitglied der „American Woman Suffrage Association“ (AWSA), sogar einmal 1880 der Präsident. Er war auch ein Vorstandsmitglied der „New England and Massachusetts Woman Suffrage Associations“, von denen alle mit dem Woman’s Journal zusammen in Boston gemeinsame Büroräume hatten. Durch seinen Einfluss in der Politik der Republikaner erhielt er 1872 einen starken Rückhalt der „Massachusetts Republican Party“ für das Frauenwahlrecht. Blackwell war ein sehr eindrucksvoller Redner und sprach bei vielen Gelegenheiten vor ganz unterschiedlichen Zuhörerschaften, auf Organisationsreisen vor dem Volk und in Anhörungen vor Kongresskomitees. Er und Stone arbeiteten bei vielen bundesstaatlichen Kampagnen zusammen, auch in Colorado 1877 und in Nebraska 1882. Nachdem ihr schwacher Gesundheitszustand sie vom Reisen abhielt, fuhr Blackwell fort, ohne sie zu arbeiten, bei der Kampagne in Rhode Island 1887 und in South Dakota 1890.
Ein Wissenschaftler charakterisierte ihr gemeinsames Werk so: „In the annals of the suffrage movement, Lucy Stone and Henry Blackwell were as much a team as Elizabeth Cady Stanton and Susan B. Anthony.“ (deutsch: „In den Annalen der Frauenwahlrechtsbewegung waren Lucy Stone und Henry Blackwell genau so ein Team wie Elizabeth Cady Stanton und Susan B. Anthony.“)
Auf Blackwell ging die Strategie der AWSA zurück, die Teile des Wahlrechts durch legislative Akte zu erreichen suchte. Weil die bundesstaatlichen Gesetzgeber durch Statuten das Frauenwahlrecht für Städtische Wahlen (das Recht bei Kommunalwahlen mitzuwirken) und Präsidentschaftswahlen (das Recht die Wahlmänner für die Präsidentschaft zu bestimmen) etablieren konnten, argumentierte er, dass solche Erfolge eher als Amendments zur Verfassung erreicht werden könnten. Denn diese mussten nach einer Verabschiedung durch den Gesetzgeber dann noch durch eine Volksabstimmung ratifiziert werden. Er stellte auch fest, dass kein Verfassungsamendment dafür nötig war, dass der Kongress das volle Frauenwahlrecht sowohl im Distrikt of Columbia wie auch in den Territorien einrichten konnte. Er glaubte, dass die Erreichung dieser Zwischenziele die Argumente gegen das Frauenwahlrecht beschneiden und ihr volles Gewicht dafür entfalten würden. Er betonte, dass jeder gewonnene Punkt ein Schritt vorwärts sei.
Die AWSA warb weiträumig für das städtische und präsidentale Frauenwahlrecht, vor allem während der 1880er und 1890er Jahre. Nach dem Zusammenschluss der „American und National Wings“ 1890 (AWSA mit NWSA) wurde Blackwell Vorsitzender des „United association’s Committee on Presidential Suffrage“. Bevor das Frauenwahlrechts-Amendment 1920 verabschiedet wurde, hatten elf Bundesstaaten das Präsidentenwahlrecht eingeführt und vier davon gewährten gleichzeitig das Städtische Wahlrecht.
Eine andere Strategie – von Blackwell entworfen – zielte auf die Verfassungsversammlungen. Als 1889 die Territorien von North Dakota, Montana und Washington Staatsverfassungen für den Eintritt in die Union entwarfen, mobilisierte die AWSA den Druck für die Einbindung des Frauenwahlrechts. Aber Blackwell stellte die geringen Chancen fest und entwarf einen „Backup-Plan“. Delegierte, die für das Frauenwahlrecht waren, sollten dazu gebracht werden, im Falle eines Scheiterns des Artikels für das Frauenwahlrecht eine Klausel zu unterstützen, die eine zukünftige Legislative ermächtigen würde, durch Verordnung ein Frauenwahlrecht einzuführen. Blackwell erhielt Unterstützung für diese Strategie von führenden Politikern und Richtern in anderen Staaten, reiste zu den Verfassungsversammlungen, sprach bei deren Führern vor, bekam eine Zulassung für seine Resolution und eine Anhörung in jeder von ihnen. Obwohl seine Mühe keinen Erfolg hatte, waren North Dakota und Montana ganz nahe an der Genehmigung.

## Tod
Blackwell starb 1909 an einer Entzündung des Unterleibs.

## Erbe
Alice Stone Blackwell, die Tochter von Henry Blackwell und Lucy Stone, half ihren Eltern bei der Herausgabe des Woman’s Journal; sie wurde eine weitere Anführerin der Frauenrechtsbewegung, war aber auch aktiv bei der Abstinenzbewegung und der Prohibition.

## Schriften
- Aaron Macy Powell, American Purity Alliance: The National Purity Congress, Its Papers, Addresses, Portraits. The American Purity Alliance, 1896.
- The Lesson of Colorado (1877). Abgerufen am 6. Januar 2019.